# グイディッツォーロ
グイディッツォーロ（伊: Guidizzolo）は、イタリア共和国ロンバルディア州マントヴァ県にある、人口約5,900人の基礎自治体（コムーネ）。

## 地理

### 位置・広がり

#### 隣接コムーネ
隣接するコムーネは以下の通り。
- カヴリアーナ
- チェレザーラ
- ゴーイト
- メードレ
- ソルフェリーノ

### 気候分類・地震分類
気候分類では、zona E, 2377 GGに分類される。
また、イタリアの地震リスク階級 (it) では、zona 3 (sismicità bassa) に分類される。

## 行政

### 分離集落
グイディッツォーロには、以下の分離集落（フラツィオーネ）がある。
- Birbesi, Rebecco, Selvarizzo